# Liste der Wappen im Landkreis Spree-Neiße
Diese Liste zeigt die Wappen der Ämter, Städte und Gemeinden sowie Wappen von ehemals selbständigen Gemeinden und aufgelösten Landkreisen im Landkreis Spree-Neiße in Brandenburg. Den Ortsnamen ist in Klammern die jeweilige Bezeichnung in niedersorbischer Sprache nachgestellt.

## Landkreis
| Landkreis (wokrejs)         | Wappen                             | Kommentare |
| --------------------------- | ---------------------------------- | --- |
| Spree-Neiße (Sprjewja-Nysa) | Wappen des Landkreises Spree-Neiße | Genehmigt am 6. September 1995 durch den Innenminister des Landes Brandenburg. „Gevierteilt; oben vorn in Silber ein aufrechter roter Krebs, hinten in Rot ein steigender, doppelt geschwänzter, gekrönter silberner Löwe; unten vorn in Blau eine dreiblättrige goldene Krone, hinten in Gold eine aufgerichtete, nach außen gebogene rote Hirschstange mit vier Enden und kleeblattförmiger Rose.“ |

## Ämter
| Amt (amt)        | Wappen | Kommentare |
| ---------------- | ------ | --- |
| Burg (Spreewald) |        | Das Amt Burg (Spreewald) führt kein eigenes Wappen. Die Hauptsatzung des Amtes Burg (Spreewald) führt lediglich das Dienstsiegel mit dem Landeswappen als Siegelbild. |
| Döbern-Land      |        | Genehmigt am 17. November 1994 durch den Innenminister des Landes Brandenburg: „Geviert von 1:4 Grün und 2:3 Silber; vorn oben ein silberner Kelch; hinten oben ein grüner Nadelbaum; vorn untern zwei gekreuzte schwarze Berghämmer; hinten unten zwei gegeneinander versetzte, aufrechte goldene Ähren.“ |
| Peitz            |        | Genehmigt am 17. November 1994 durch den Innenminister des Landes Brandenburg: „Von Grün und Blau durch eine silbern bordierte und gezinnte schwarze Bogenbrücke, belegt mit drei goldenen Dornenfäden, geteilt; oben wachsend eine goldene Linde mit elf Blättern, unten ein goldener Karpfen.“           |

### Ehemalige Ämter
| Amt (amt)                 | Wappen                           | Kommentare |
| ------------------------- | -------------------------------- | --- |
| Neuhausen/Spree (Kopańce) | Wappen des Amtes Neuhausen/Spree | Genehmigt 1997 dem damaligen Amt Neuhausen/Spree, in Rechtsnachfolge fortgeführt durch die zum 26. Oktober 2003 neugebildete Gemeinde Neuhausen/Spree, bestätigt am 16. November 2004 durch den Innenminister des Landes Brandenburg: „Geviert von Blau und Silber; 1: eine schräglinks fliegende natürliche Schwalbe, 2 und 3: vier rote Wellenbalken, 4: ein rot-bewehrter silberner Storch.“ |

## Städte und Gemeinden
Folgende Gemeinden führen kein Wappen:
| - Briesen (Brjazyna) - Dissen-Striesow (Dešno-Strjažow) - Drehnow (Drjenow) - Felixsee (Feliksowy Jazor) - Groß Schacksdorf-Simmersdorf (Tśěšojce-Žymjerojce) | - Guhrow (Góry) - Jämlitz-Klein Düben (Jemjelica-Źěwink) - Jänschwalde (Janšojce) - Neiße-Malxetal (Dolina Nyse a Małkse) - Schenkendöbern (Derbno) | - Schmogrow-Fehrow (Smogorjow-Prjawoz) - Tschernitz (Cersk) - Wiesengrund (Łukojce) |

| Stadt oder Gemeinde                         | Wappen                               | Kommentare |
| ------------------------------------------- | ------------------------------------ | --- |
| Gemeinde Burg (Spreewald) (Bórkowy (Błota)) | Wappen der Gemeinde Burg (Spreewald) | Genehmigt am 15. Mai 2007 durch den Innenminister des Landes Brandenburg: „In Grün eine gold-bekrönte silberne Schlange, die sich um einen goldenen Säulenfuß windet und aus deren Rachen sich ein silberner Wasserschwall in das darauf liegende Becken ergießt; beseitet von je zwei goldenen Sumpfdotterblumen.“ |
| Stadt Döbern (Derbno)                       | Wappen der Stadt Döbern              | Genehmigt am 24. Oktober 1928 durch das Preußische Staatsministerium für die damalige Gemeinde Döbern, Kreis Sorau, bestätigt am 7. Juli 1993 durch den Innenminister des Landes Brandenburg: „In Blau unter goldenem Schildhaupt mit quergelegter roter Hirschstange ein silberner Sparren, begleitet beiderseits von je zwei gekreuzten silbernen Berghämmern mit goldenen Stielen, im Winkel ein silberner Kelch.“ |
| Gemeinde Drachhausen (Hochoza)              | Wappen der Gemeinde Drachenhausen    | Genehmigt am 16. November 1998 durch den Innenminister des Landes Brandenburg: „In Silber ein steigender, vierbeiniger, rotgezungter schwarzer Drache (Lindwurm) mit einem grünen Lindenblatt in der linken Vorderkralle.“ |
| Stadt Drebkau (Drjowk)                      | Wappen der Stadt Drebkau             | Genehmigt am 2. Mai 2003 durch den Innenminister des Landes Brandenburg: „In Blau eine durchgehende silberne Zinnenmauer mit zwei gezinnten, schwarz-befensterten, rot-bedachten und beknauften silbernen Türmen und einem spitzbogigen Tor mit hochgezogenem roten Fallgatter; zwischen den Türmen ein schwebender roter Schild belegt mit einem doppelt-geschwänzten, gold-bewehrten, -gezungten und -gekrönten silbernen Löwen.“ |
| Kreisstadt Forst (Lausitz) (Baršć)          | Wappen der Stadt Forst (Lausitz)     | Genehmigt am 13. April 2011 durch den Innenminister des Landes Brandenburg: „In Rot ein goldener Schild, belegt mit einer linksgekehrten, fünfendigen roten Hirschstange. Auf dem Helm mit Decken aus einer Krone wachsend die Wappenfigur, alles golden.“ |
| Stadt Guben (Gubin)                         | Wappen der Stadt Guben               | Genehmigt am 15. Dezember 1992 durch den Innenminister des Landes Brandenburg: „In Silber eine gequaderte und bezinnte rote Burg mit drei Toren (das mittlere geöffnet mit goldenen Torflügeln und hochgezogenem goldenen Fallgitter vor schwarzem Hintergrund, die seitlichen vermauert) und drei Türmen (die seitlichen mit spitzem, blauem, goldbeknauftem Dach und einem schwarzen Fenster, der mittlere stärkere und höhere mit drei schwarzen Fenstern und einer herauswachsenden dreiblättrigen goldenen Krone). Die Türme sind mit je einem schrägrechtsgelehnten Schild belegt: Vorn neunmal schwarz-golden geteilt und mit grünem Rautenkranz belegt, in der Mitte in Rot ein doppelschwänziger, bezungter, goldbekrönter silberner Löwe, hinten in Silber ein rotbewehrter, goldbekrönter schwarzer Adler.“ |
| Gemeinde Heinersbrück (Móst)                | Wappen der Gemeinde Heinersbrück     | Genehmigt am 17. Februar 2010 durch den Innenminister des Landes Brandenburg: „In Rot über erniedrigtem blauen Schildfuß eine goldene Bohlenbrücke, darauf auf einem golden-gesattelten und -gezäumten silbernen Pferd linkshin reitend ein golden-bekrönter und -gegürteter, hersehender silberner König mit einem aufgerichteten und golden-begrifften silbernen Schwert in der Rechten; im rechten Obereck begleitet von einem goldenen Hochkreuz.“ |
| Gemeinde Kolkwitz (Gołkojce)                | Wappen der Gemeinde Kolkwitz         | Genehmigt am 9. April 1999 durch den Innenminister des Landes Brandenburg: „Aus einem oben wellenförmig grün-silbern geteilten blauen Wellenschildfuß, belegt mit einem silbernen Fisch, wachsend in Gold ein grüner Laubbaum.“ |
| Gemeinde Neuhausen/Spree (Kopańce)          | Wappen der Gemeinde Neuhausen        | Genehmigt 1997 dem damaligen Amt Neuhausen/Spree, in Rechtsnachfolge fortgeführt durch die zum 26. Oktober 2003 neugebildete Gemeinde Neuhausen/Spree, bestätigt am 16. November 2004 durch den Innenminister des Landes Brandenburg: „Geviert von Blau und Silber; 1: eine schräglinks fliegende natürliche Schwalbe, 2 und 3: vier rote Wellenbalken, 4: ein rot-bewehrter silberner Storch.“ |
| Stadt Peitz (Picnjo)                        | Wappen der Stadt Peitz               | Genehmigt am 2. November 1992 durch den Innenminister des Landes Brandenburg: „In Rot eine goldene dreitürmige Burg mit geschlossenem blauen Tor auf grünem Schildfuß; auf dem blauen Spitzdach des Mittelturmes mit goldenem Knauf ein goldener Vogel, beseitet von den Ziffern 8 und 5; die Seitentürme mit blauen Kuppeldächern, mit goldenen Knäufen und linkshin gewendeten Fahnen.“ |
| Stadt Spremberg (Grodk)                     | Wappen der Stadt Spremberg           | Genehmigt am 11./17. August 2004 durch den Innenminister des Landes Brandenburg: „In Silber auf grünem Dreiberg zwei rote, gemauerte Zinnentürme mit zwei schwarzen Fenstern; dazwischen schräggestellt ein roter Dreieckschild, belegt mit einem gold-bewehrten, -gezungten und -gekrönten doppelt-geschwänzten silbernen Löwen, darauf ein goldener Helm mit schwarzem Flug, bestreut mit gestürzten goldenen Lindenblättern.“ |
| Gemeinde Tauer (Turjej)                     | Wappen der Gemeinde Tauer            | Genehmigt am 9. Mai 2012 durch den Innenminister des Landes Brandenburg: „In Grün über goldenem Schildfuß, belegt mit einem liegenden grünen Eschenzweig, ein schreitender, widersehender goldener Auerochse.“ |
| Gemeinde Teichland (Gatojce)                | Wappen der Gemeinde Teichland        | Genehmigt am 5. April 2005 durch den Innenminister des Landes Brandenburg: „Unter schwarzem Schildhaupt, belegt mit drei goldenen Dornenfäden, in Gold drei schwarze, aus einem blauen Wellenschildfuß wachsende Rohrkolben mit grünen Stengeln und Blättern.“ |
| Gemeinde Turnow-Preilack (Turnow-Pšiłuk)    | Wappen der Gemeinde Turnow-Preilack  | Genehmigt am 18. April 2011 durch den Innenminister des Landes Brandenburg: „In Rot ein silberner Schräglinksbalken, belegt mit einer blauen Wellenleiste, nach der Teilung begleitet von zwei abgeschnittenen silbernen Zweigen, oben eine Schlehe mit fünf schwarzen Früchten und unten eine Trollblume mit drei Blüten.“ |
| Stadt Welzow (Wjelcej)                      | Wappen der Stadt Welzow              | Genehmigt am 14. Juli 2005 durch den Innenminister des Landes Brandenburg: „In Rot zwei schräggekreuzte silberne Berghämmer, oben bewinkelt von einer silbernen Glasschale, unten von drei gestürzten silbernen Fruchtähren.“ |
| Gemeinde Werben (Wjerbno)                   | Wappen der Stadt Welzow              | Bestätigt am 10. Dezember 2024 durch das Brandenburgische Landeshauptarchiv: „In Gold über blauem Schildfuß, darin ein silberner Doppelsturzsparren,eine bewurzelte und grün-beblätterte schwarze Trauerweide.“ |

### Ehemalige Städte und Gemeinden
| Ort                                                                          | Wappen                      | Kommentare |
| ---------------------------------------------------------------------------- | --------------------------- | --- |
| Gemeinde Groß Schacksdorf-Simmersdorf Ortsteil Groß Schacksdorf (Žymjerojce) | Wappen von Groß Schacksdorf | : „“ |
| Gemeinde Neuhausen/Spree Ortsteil Klein Döbbern (Małe Dobrynje)              | Wappen von Klein Döbbern    | : „“ |
| Gemeinde Tschernitz (Cersk) Ortsteil Tschernitz                              | Wappen von Tschernitz       | Im Jahre 2006 versuchte der Ortsteil Tschernitz sich ein Ortsteilwappen genehmigen zu lassen. Doch das Ministerium des Innern des Landes Brandenburg versagte diesem Vorhaben seine Zustimmung, da die Verordnung über kommunale Hoheitszeichen die Wappenführung eines Ortsteiles nicht vorsieht. Somit stellt dieses Wappen kein kommunales Hoheitszeichen dar. Der Ortsteil Tschernitz nutzt bzw. führt dieses Ortsteilwappen ausschließlich für repräsentative Zwecke, aus Gründen der Identifikation und Heimatverbundenheit: „“ |

## Historische Wappen
| Stadt oder Gemeinde                              | Wappen                                               | Kommentare |
| ------------------------------------------------ | ---------------------------------------------------- | --- |
| Kreisstadt Forst (Lausitz) (Baršć) 1924 bis 2005 | Wappen der Stadt Forst (Lausitz) 1924–2005           | Genehmigt 1924: „Die Stadt führt ein Wappen. Das Wappen zeigt eine rote, vierendige links ausgebogene Hirschstange mit einem Rosenstock, der die Form eines stilisierten Kleeblattes hat. Das Wappenschild ist geschmückt mit einem Helm mit einer gleichfalls vierendigen kleinen Hirschstange und rotgoldenen Helmdecken.“ |
| Kreisstadt Forst (Lausitz) (Baršć) 2005 bis 2011 | Wappenschild der Stadt Forst (Lausitz) 2005 bis 2011 | Mit Schreiben des Landeshauptarchives vom 30. September 2005 wurde der Stadtverwaltung Forst (Lausitz) mitgeteilt, dass in Zukunft für hoheitliche Aufgabenbereiche (dazu gehören: Briefkopf, Dienstsiegel, Urkunden, Amtsschilder, amtliche Druckschriften und Stadtflagge) nur noch der Wappenschild zu verwenden ist. Aus diesem Grund musste das Stadtwappen der Stadt Forst (Lausitz) den neuen Gegebenheiten angepasst werden. Die Stadtverordnetenversammlung der Stadt Forst (Lausitz) beschloss danach auf ihrer 12. Sitzung am 18. November 2005 das nachstehend beschriebene Stadtwappen der Stadt Forst (Lausitz): „Das Wappen der Stadt Forst (Lausitz) zeigt in gold eine aufgerichtete, nach rechts gebogene, vierendige rote Hirschstange mit einem kleeblättrigen Rosenstock.“ |